# Arlesheim (district)
Het district Arlesheim is een bestuurlijke eenheid in het kanton Basel-Landschaft met als hoofdplaats Arlesheim. Het district heeft 145.586 inwoners (eind 2004).
| Wapenschild            | Gemeentenaam | Inwoners (dec 2005) | Oppervlakte (km²) |
| ---------------------- | ------------ | ------------------- | ----------------- |
| Wapen van Aesch        | Aesch        | 9.929               | 7,39              |
| Wapen van Allschwil    | Allschwil    | 18.354              | 8,92              |
| Wapen van Arlesheim    | Arlesheim    | 8.927               | 6,94              |
| Wapen van Biel-Benken  | Biel-Benken  | 2.917               | 4,12              |
| Wapen van Binningen    | Binningen    | 14.400              | 4,43              |
| Wapen van Birsfelden   | Birsfelden   | 10.364              | 2,52              |
| Wapen van Bottmingen   | Bottmingen   | 5.755               | 2,99              |
| Wapen van Ettingen     | Ettingen     | 4.844               | 6,35              |
| Wapen van Münchenstein | Münchenstein | 11.726              | 7,18              |
| Wapen van Muttenz      | Muttenz      | 16.968              | 16,64             |
| Wapen van Oberwil      | Oberwil      | 10.057              | 7,88              |
| Wapen van Pfeffingen   | Pfeffingen   | 2.165               | 4,89              |
| Wapen van Reinach      | Reinach      | 18.693              | 7,00              |
| Wapen van Schönenbuch  | Schönenbuch  | 1.410               | 1,36              |
| Wapen van Therwil      | Therwil      | 9.345               | 7,63              |
|                        | Totaal (15)  | 145.854             | 96,24             |

Arlesheim · Laufen · Liestal · Sissach · Waldenburg